# Mundolinco
Mundolinco is een internationale hulptaal, die in 1888 werd gemaakt door de Nederlander J. Braakman uit Noordwijk en in 1894 werd gepubliceerd. De taal staat bekend als de eerste van een lange reeks esperantido's, talen die direct gebaseerd zijn op het Esperanto en in de meeste gevallen bedoeld zijn als verbetering ervan. Het Mundolinco streeft ernaar een natuurlijke indruk te bieden en vertoont in die zin overeenkomsten met vroege versies van het Ido en vooral ook met het latere Interlingua.
De belangrijkste verschillen tussen het Mundolinco en het Esperanto zijn:
- bijvoeglijke naamwoorden en bijwoorden krijgen beide de uitgang -e, terwijl in het Esperanto bijvoeglijke naamwoorden de uitgang -a hebben en bijwoorden de uitgang -e of -aŭ;
- de vervoeging van werkwoorden wordt aangepast;
- de toevoeging van meer op de Romaanse talen gebaseerde grammaticale elementen, zoals de overtreffende trap -osim-, waar het Esperanto het partikel plej ("meest") gebruikt;
- afschaffing van de accusatief;
- afschaffing van diakritische tekens.

## Voorbeeld
- Mundolinco: "Digne Amiso! Hodie mi factos conesso con el nove universe linco del sinjoro Braakman. Mi perstudies ho linco presimente en cvinto hori! ... Ce ho linco essos el fasilosime del mundo..."
- Esperanto: "Digna Amiko! Hodiaŭ mi ekkonis la novan universalan lingvon de sinjoro Braakman. Mi pristudis tiun lingvon rapide en kvin horoj! ... Ĉi tiu lingvo estas la plej facila de la mondo..."
- Nederlands: "Waarde vriend! Vandaag heb ik kennisgemaakt met de nieuwe universele taal van de heer Braakman. Ik heb die taal in vijf uur tijd snel bestudeerd! ... Deze taal is de gemakkelijkste van de wereld..."

De getallen 1-10: un, du, tres, cvarto, cvinto, siso, septo, octo, nono, desem.